# Juozas Greifenbergeris
Juozas Greifenbergeris (* 6. April 1898 in Kalvarija; † 27. Dezember 1926 in Kaunas) war ein litauischer Kommunist und Funktionär der kommunistischen Jugendbewegung.

## Leben
Greifenbergeris, Sohn eines Schmiedes, besuchte das Gymnasium in Smolensk. Er war Delegierter des I. Kongresses des Komsomol (1918) und ab Dezember 1918 Mitglied des Komsomol-Komitees der Westlichen Oblast, anschließend Mitglied des ZK des Komsomol Weißrusslands. Ab Februar 1920 war Greifenbergeris zudem Mitglied des Exekutivkomitees der Kommunistischen Jugendinternationale.
Seit Frühjahr 1920 hielt er sich illegal in Litauen auf.  Von 1920 bis 1922 war er Sekretär des ZK des Komsomol Litauens und Redakteur seiner Zeitung Jaunasis komunistas (dt. „Junger Kommunist“). Greifenbergeris war Teilnehmer des II. (1921) und IV. (1924) Parteitages der Kommunistischen Partei Litauens (KPL). 1921 wurde er in das ZK, 1923 in das Orgbüro des ZK und 1926 schließlich ins Politbüro des ZK der KPL gewählt.
Greifenbergeris war zudem Delegierter des III. Kongresses der Komintern und des II. Kongresses der Kommunistischen Jugendinternationale.
Nach dem Militärputsch Smetonas am 17. Dezember 1926 wurde Greifenbergis zusammen mit drei weiteren führenden litauischen Kommunisten – Karolis Požėla, Kazys Giedrys und Rapolas Čarnas – verhaftet und erschossen.

## Ehrungen
Eine in den 1970er Jahren in Kaunas aufgestellte Skulpturengruppe von Bronius Vyšniauskas und Napoleonas Petrulis zu Ehren der vier Kommunisten wurde mittlerweile entfernt und befindet sich nunmehr im Grutas-Park.